# عبدالله بن متعب آل سعود
عبدالله بن متعب آل سعود (انگلیسی: Abdullah bin Mutaib Al Saud؛ زادهٔ ۱۳ اکتبر ۱۹۸۴) سوارکار اهل عربستان سعودی است.
از افتخارات وی میتوان به کسب مدال برنز پرش تیمی در بازی‌های المپیک تابستانی ۲۰۱۲ اشاره کرد.